# 馬紹祥
馬紹祥，GBS，JP（1963年—），香港工程師，專於城市規劃及建築設計領域，曾任新世界發展行政總裁、新世界發展營運總監、新創建集團執行董事兼行政總裁、發展局局長及發展局副局長等職。
馬紹祥早年就讀工程學，後成為工程師，曾於多家工程顧問公司出任要職。2014年，馬紹祥加入香港政府擔任新設的發展局副局長一職，並於2017年短暫擔任發展局局長。離開政府後，馬紹祥於2018年加入新創建集團，翌年升任行政總裁。2024年，轉任新世界發展營運總監，同年9月升任集團行政總裁，但兩個月後辭任。

## 生平

### 早年經歷
馬紹祥早年畢業於地利亞修女紀念學校（百老匯），在學時對學校旁邊的建築地盤很感興趣，因此希望了解摩天大廈是如何建成，因而觸發了他選擇就讀工程學。其後，馬紹祥於1982年及1984年在香港理工學院先後獲得結構工程學文憑及結構工程學高級文憑。1986年，馬紹祥於香港大學學士畢業，主修土木工程，並於1994年於澳洲蒙納士大學碩士畢業，主修運輸規劃。
畢業後，馬紹祥加入建造界工作，曾在多家工程顧問公司出任要職，曾參與發展沙田新市鎮及將軍澳新市鎮，並參與接觸社會各界的跨領域游說工作。2001年，馬紹祥加入茂盛（亞洲）顧問公司，2007年升任為董事總經理，負責香港大型發展項目，包括機場第三條跑道、廣深港高速鐵路部分項目等。在任期間，他曾不時就負責的政府工程項目出席區議會及立法會會議，因此對回答議員質詢有一定經驗。
2010年，馬紹祥擔任AECOM公司亞太區土木及基礎設施執行副總裁，負責拓展該公司海外業務至亞洲各地。同時，馬紹祥亦為多個專業學會的資深會員，包括為香港工程師學會、英國公路及運輸學會和英國結構工程師學會的資深會員，曾出任英國公路及運輸學會香港分會主席。

### 加入發展局
2013年，馬紹祥在出席一晚宴時，與時任發展局局長陳茂波相鄰而坐。席間，陳茂波邀請馬紹祥加入政府，並指出他在土地開發方面有豐富經驗，希望他能以其專長服務香港。同年11月，馬紹祥獲陳茂波推薦，擔任新設立的發展局副局長職位，並獲聘任委員會通過。在馬紹祥獲委任前，該職位在第四屆政府就職後，近一年半時間皆懸空。2014年1月，馬紹祥就任發展局副局長，任內主要處理與土地供應有關的事務。
2016年11月，政府因在橫洲發展計劃中，與發展商新世界聘用同一間顧問公司奧雅納而引發爭議。由於奧雅納曾引用未公開政府資料為新世界做研究，因此被罰停止投標3個月。馬紹祥在出席立法會房屋與發展事務委員會會議時，表示三個月罰則並不輕微，相信有警戒作用。同時，會上多名議員要求局方公開局方與奧雅納的有關文件，但被馬紹祥以商業協定為由拒絕，期間「長毛」梁國雄議員到馬紹祥座位取走文件，被趕離會議室。其後，發展局譴責梁國雄搶文件，馬紹祥則報警處理，成為該屆政府第二名因為立法會內發生的事件而報警的官員。其行為被梁國雄批評，指出發展局沒有就奧雅納擅用政府資料一事報警，認為馬紹祥以雙重標準處事。
2017年1月，時任發展局局長陳茂波轉任財政司司長，馬紹祥獲任命為署任發展局局長。2017年2月，馬紹祥獲國務院任命為新任發展局局長，完成陳茂波餘下四個月的任期。任內，馬紹祥推動建築業界採用組裝合成建築法（MiC），希望以先進科技推動建造業發展，並解決人手短缺及低效等問題。當時，新創建的子公司協興建築承接香港科學園先導智能生活住宅項目「創新斗室」建設工作，該項目採用組裝合成建築法建成。此外，他任內推動理大建立MiC實驗室，期望透過與土木及環境工程學系的緊密合作，積極發展和推動組裝合成技術。

### 轉任商界
馬紹祥在第四屆政府任期結束後離開政府，並在2018年2月至6月間出任港深創新及科技園公司署理行政總裁。2018年6月，馬紹祥加入新創建集團，擔任執行董事兼首席營運總監。2019年1月，馬紹祥升任新創建行政總裁，接替退任的曾蔭培。由於新世界在北部都會區範圍內持有約1500萬呎農地，因此馬紹祥擔任協助新世界發展北都項目的角色。該集團近年在新界北部積極「插旗」，曾與央企華潤置地、招商蛇口，以及國企深業集團簽署合作協議，馬紹祥在每一次簽約皆有參與其中。
2022年7月，馬紹祥加入新世界發展，獲委任為集團執行董事。2024年1月，馬紹祥獲委任為集團首席營運總監，協助時任行政總裁鄭志剛處理集團香港業務。2024年9月，因時任新世界發展行政總裁鄭志剛辭任，馬紹祥接任集團行政總裁一職。

## 辭任新世界總裁
馬紹祥於2024年11月29日辭去新世界總裁一職，並由黃少媚接任。

## 資料來源
1. 1 2 3  . 理大社群. 2021  [2024-09-26]. （原始内容存档于2024-07-14）.
2. 1 2 3  . 香港理工大學校友事務處. 2020-08  [2024-09-26]. （原始内容存档于2024-07-23）.
3. 1 2 3  . 東方日報. 2014-01-09.
4. ↑  . 九龍城區議會. 2005-11-27  [2024-09-26]. （原始内容存档于2013-12-03）.
5. 1 2 3  . 香港特別行政區政府. 2013-11-27  [2024-09-26]. （原始内容存档于2023-01-22）.
6. ↑  . 文匯報. 2013-11-28  [2024-09-26]. （原始内容存档于2013-12-03）.
7. ↑  . 香港01. 2016-11-15.
8. ↑  . 香港01. 2016-11-17.
9. ↑  . 香港電台. 2017-01-16  [2024-09-26]. （原始内容存档于2024-12-03）.
10. ↑  . 香港特別行政區政府. 2017-02-13  [2024-09-26]. （原始内容存档于2024-09-14）.
11. ↑  . 香港01. 2018-07-03.
12. ↑  . 香港01. 2018-12-11.
13. ↑  . 香港01. 2023-12-18.
14. ↑  . 香港01. 2024-09-25.
15. ↑  . 香港01. 2022-06-08.
16. ↑  . 香港01. 2023-12-18.
17. ↑  . 明報. 2024-09-26.
18. ↑  . 香港經濟日報. 2024-09-26  [2024-09-26]. （原始内容存档于2024-10-01）.

| 商界職務      | 商界職務                                           | 商界職務                               |
| ------------- | -------------------------------------------------- | -------------------------------------- |
| 前任： 鄭志剛 | 新世界發展行政總裁 2024年9月26日－2024年11月29日   | 繼任： 黃少媚                          |
| 新頭銜        | 新世界發展首席營運總監 2024年1月1日－2024年9月26日 | 懸空                                   |
| 前任： 曾蔭培 | 新創建集團行政總裁 2019年1月1日－2024年1月1日      | 繼任： 鄭志明、何智恆 （聯席行政總裁） |
| 官衔          |                                                    |                                        |
| 前任： 陳茂波 | 發展局局長 2017年2月13日－2017年6月30日            | 繼任： 黃偉綸                          |
| 新頭銜        | 發展局副局長 2014年1月6日－2017年2月13日           | 繼任： 廖振新                          |